# OGLE-2013-BLG-1761L b
OGLE-2013-BLG-1761L b — экзопланета у звезды OGLE-2013-BLG-1761L. Единственная известная планета в системе. Была открыта методом гравитационного микролинзирования в 2017 году.

## Родительская звезда
OGLE-2016-BLG-1195L b вращается вокруг холодной звезды класса M или K, имеющего массу 0,33+0,32
−0,18 M☉. Она находится на расстоянии 6900+1000
−1200 парсек от нас.

## Параметры орбиты
Планета вращается вокруг OGLE-2013-BLG-1761L по орбите с большой полуосью примерно в 2 а.е., то есть в два раза дальше, чем Земля от Солнца.

## Физические характеристики
OGLE-2013-BLG-1761L b относится к супер-юпитерам, так как массу примерно 2 MJ.